# Nikolauskirche (Pidhirzi)

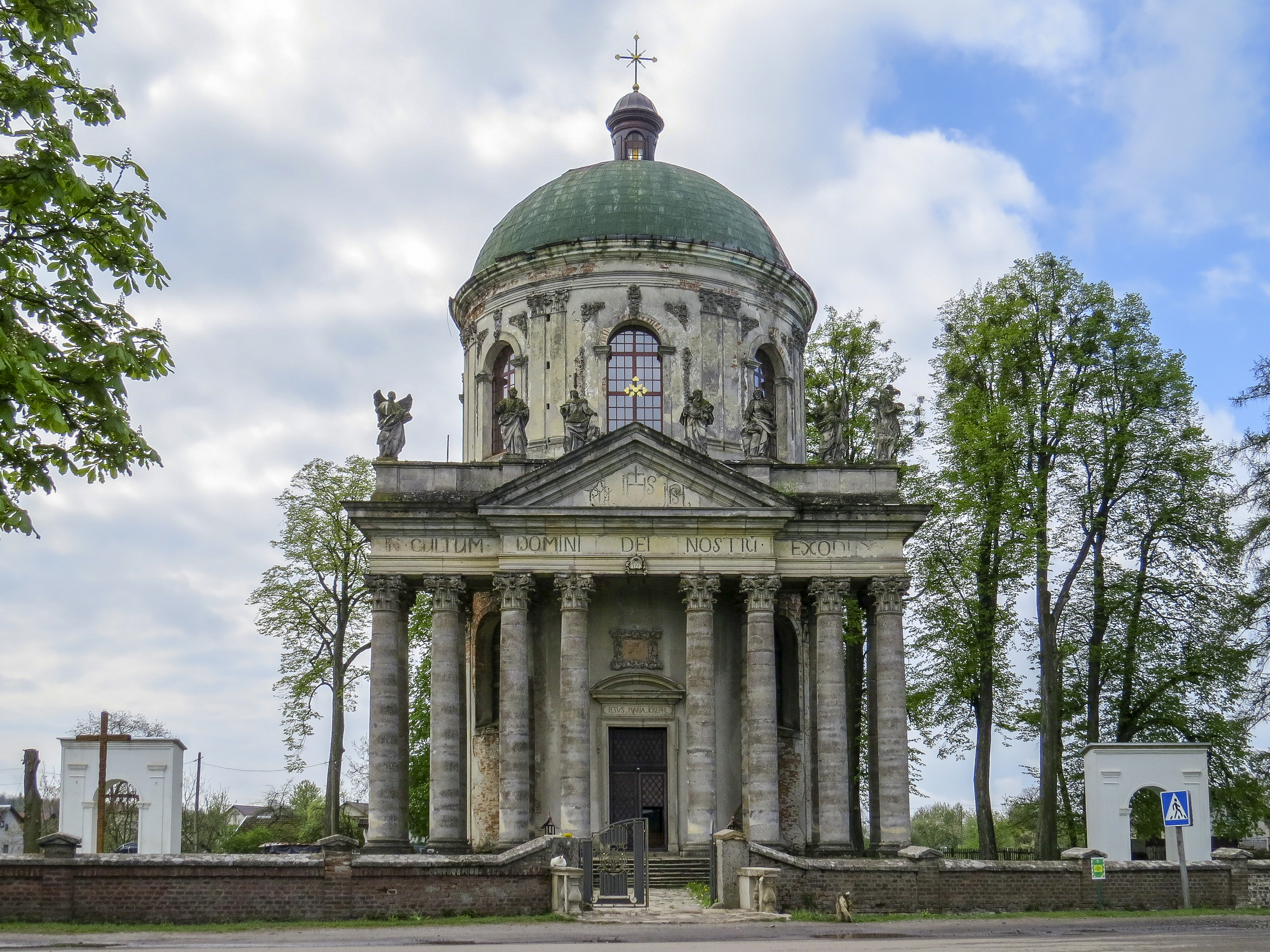
Nikolauskirche

Die Nikolauskirche ist eine barocke griechisch-katholische Kirche in Pidhirze, Ukraine.

## Geschichte
Die Kirche wurde von Wacław Rzewuski als Schlosskirche gestiftet und 1766 dem Hl. Joseph geweiht. Die Innenausstattung stammt von dem Lemberger Künstler Marcin Twardowski, die Fresken von den Warschauer Malern Łukasz Smuglewicz und Antoni Smuglewicz. Seit 1861 dient sie als Pfarrkirche. Heute dem ukrainischen Seligen Mykolaj Tscharnezkyj geweiht dient sie der griechisch-katholischen Gemeinde.

## Quelle
- Jan K. Ostrowski: Kościół parafialny p.w. Św. Józefa w Podhorcach. [w:] Kościoły i klasztory rzymskokatolickie dawnego województwa ruskiego. Praca zbiorowa. T. 1. Kraków : Międzynarodowe Centrum Kultury, «Secesja», 1993, 126 S. 364 il, S. 89–102. seria: Materiały do dziejów sztuki sakralnej na ziemiach wschodnich dawnej Rzeczypospolitej. Cz. I. ISBN 83-85739-09-2.